# Oleksandr Pjatnitsia
Oleksandr Pjatnitsia, född 14 juli 1985 i Dnepropetrovsk, Ukrainska SSR, Sovjetunionen, är en ukrainsk friidrottare.
Pyatnitsia blev olympisk silvermedaljör i spjutkastning vid sommarspelen 2012 i London.